# 42-й армійський корпус (СРСР)
42-й армійський корпус (42 АК, в/ч 47084) — військове об'єднання Сухопутних військ Радянської армії чисельністю в армійський корпус, що існувало у 1982—1992 роках. Штаб — м. Орджонікідзе, Північно-Осетинська АРСР. Перебував у складі Північно-Кавказького військового округу.
Після розпаду СРСР увійшов до складу Збройних сил РФ.

## Історія
У серпні 1982 року був сформований 42-й армійський корпус у м. Орджонікідзе (зараз Владикавказ), Північно-Осетинська АРСР.
Після розпаду СРСР увійшов до складу Збройних сил РФ.

## Структура

### 1982
- 19-та мотострілецька дивізія (м. Орджонікідзе, Північно-Осетинська АРСР)
- 268-ма мотострілецька дивізія (м. Прохладний, Кабардино-Балкарська АРСР)

### 1988
- 19-та мотострілецька дивізія (м. Орджонікідзе, Північно-Осетинська АРСР)
- 887-й територіальний навчальний центр (м. Прохладний, Кабардино-Балкарська АРСР)

## Командування
- (1987—1989) генерал-майор Савенков Юрій Михайлович
- (1989—1993) генерал-майор Шелудько Микола Архіпович